# Константин (префект претория)
Константин (лат. Constantinus) — восточноримский политический деятель второй половины V века.
Константин происходил из Цезареи Каппадокийской из хорошей семьи. Его внуком был Руф, современник Иоанна Лида. В 471 году он занимал должность префекта претория Востока. На этом посту Константин построил резиденцию для префекта претория в Константинополе за свой счет. Он был знатоком латинского языка.